# NO Vouliagmeni
El NO Vouliagmeni o NOV (En griego: Ναυτικός Όμιλος Βουλιαγμένης, "NOB") es un club griego de deportes acuáticos con sede en la ciudad de Vouliagmeni.
Entre los deportes que se practican en el club están: el waterpolo (femenino y masculino), la natación y la natación sincronizada.

## Historia
El club fue creado en 1937 en la ciudad de Vouliagmeni.
Entre sus deportistas destacados en sus filas cuenta con la presencia de Patricia del Soto.

## Palmarés
- 3 veces campeón de la liga de Grecia de waterpolo masculino (1991, 1997 y 1998)
- 2 veces campeón de la copa de Grecia de waterpolo masculino (1996 y 1999)
- 1 vez campeón de la recopa de Europa de waterpolo masculino (1997)[2]

- 9 veces campeón de la liga de Grecia de waterpolo femenino (1991, 1993, 1994, 1997, 2003, 2005, 2006, 2007 y 2010)
- 2 veces campeón de la copa de Europa de waterpolo femenino (2009, 2010)
- 1 vez campeón de la copa LEN de waterpolo femenino (2003)